# Тетрахлоростаннат(II) калия
Тетрахлоростаннат(II) калия — неорганическое соединение, 
комплексный хлорид металлов олова и калия
с формулой K2SnCl4,
кристаллы,
образует кристаллогидраты.

## Физические свойства
Тетрахлоростаннат(II) калия образует кристаллогидраты состава K2SnCl4•n H2O, где n = 1 и 2.
Кристаллогидрат состава K2SnCl4•H2O —
ромбическая сингония,
пространственная группа P mnb,
параметры ячейки a = 0,910 нм, b = 1,205 нм, c = 0,821 нм, Z = 4.